# Waterrijk (Almelo)
Waterrijk Almelo was het plan voor een luxe, duurzame woonwijk ten noorden van de stad Almelo. De wijk was gepland tussen Vriezenveen, Schelfhorst en Aadorp. Het plan werd in 2010 afgeblazen wegens gebrek aan belangstelling.
Waterrijk Almelo zou voor het grootste gedeelte uit water en groen bestaan. Op minder dan de helft van de grond zouden tussen 2010 en tot 2020 minimaal 4200 woningen gebouwd worden. Veel huizen zouden op het water en aan het water komen te staan. Er was een directe verbinding bedacht met het Kanaal Almelo-De Haandrik. Ook waren er plannen voor de aanleg van een internationale roeibaan. Waterrijk Almelo was bedoeld om de gemeente Almelo aantrekkelijker te maken voor de hogere inkomensgroep.
In 2012 werden de plannen rondom Waterrijk vervangen door het afgeslankte Plan Noordflank. In dit nieuwe plan werd de woonwijk een stuk verkleind, waardoor een deel van het agrarisch landschap behouden bleef. Tevens moesten er uit kostenoverwegingen meer woningen per hectare worden gebouwd, en verdween het waterrijke karakter. In 2016 werd echter bekend dat het plan Noordflank tot 2025 in de ijskast verdween.
In 2016 kocht de provincie Overijssel een deel van het gebied Waterrijk om er enkele agrarische bedrijven te herhuisvesten. Het resterende deel van het gebied werd door de gemeente Almelo in 2018 verkocht ten behoeve van de realisatie van een zonnepark.
Stad: Almelo      Dorpen: Aadorp · Bornerbroek · Mariaparochie (deels)      Buurtschappen: Tusveld · Bavinkel · Deldenerbroek (deels)

Wijken: Binnenstad · De Riet · Noorderkwartier · Sluitersveld · Wierdensehoek · Nieuwstraat-Kwartier · Ossenkoppelerhoek · Hofkamp · Schelfhorst · Windmolenbroek

Voormalige gemeenten: Ambt Almelo · Stad Almelo

Overijssel · Steden en dorpen in Overijssel      Nederland · Provincies · Gemeenten